# Oligolepis cylindriceps
Oligolepis cylindriceps és una espècie de peix de la família dels gòbids i de l'ordre dels perciformes.

## Morfologia
- Els mascles poden assolir 3 cm de longitud total.[4][5]

## Alimentació
Menja zooplàncton, crustacis i insectes i llurs larves.

## Hàbitat
És un peix de clima tropical i demersal.

## Distribució geogràfica
Es troba a Cambodja, l'Índia i Tailàndia, incloent-hi el delta del riu Mekong.

## Observacions
És inofensiu per als humans.